# Sókolov (Adiguesia)
Sókolov (del ruso: Соколов) es un jútor del raión de Koshejabl en la república de Adiguesia de Rusia. Está situado 18 km al noroeste de Koshejabl y 51 km al nordeste de Maikop, la capital de la república. No tenía población constante en 2010
Pertenece al municipio de Yeguerujái.